# Caja Rural-Seguros RGA/Saison 2014
Dieser Artikel listet Erfolge und Fahrer des Radsportteams Caja Rural-Seguros RGA in der Saison 2014 auf.

## Erfolge in der UCI Africa Tour
Bei den Rennen der UCI Africa Tour im Jahr 2014 gelangen dem Team nachstehende Erfolge.
| Datum      | Rennen                              | Kat. | Sieger                |
| ---------- | ----------------------------------- | ---- | --------------------- |
| 13. Januar | 1. Etappe La Tropicale Amissa Bongo | 2.1  | Luis León Sánchez Gil |

## Erfolge in der UCI Europe Tour
Bei den Rennen der UCI Europe Tour im Jahr 2014 gelangen dem Team nachstehende Erfolge.
| Datum             | Rennen                                              | Kat. | Sieger                |
| ----------------- | --------------------------------------------------- | ---- | --------------------- |
| 13. April         | Klasika Primavera                                   | 1.1  | Pello Bilbao          |
| 18. Mai           | 3. Etappe Vuelta a Castilla y León                  | 2.1  | Luis León Sánchez Gil |
| 01. August        | 2. Etappe Volta a Portugal                          | 2.1  | Davide Viganò         |
| 27.–28. September | Gesamtwertung Tour du Gévaudan Languedoc-Roussillon | 2.1  | Amets Txurruka        |

## Zugänge – Abgänge
| Zugänge           | Team 2013                 | Abgänge                 | Team 2014                |
| ----------------- | ------------------------- | ----------------------- | ------------------------ |
| Luis León Sánchez | Belkin-Pro Cycling Team   | André Cardoso           | Garmin Sharp             |
| Pello Bilbao      | Euskaltel Euskadi         | Manuel Cardoso          | Banco BIC-Carmim         |
| Davide Viganò     | Lampre-Merida             | Francisco Javier Moreno | Louletano-Dunas Douradas |
| Ángel Madrazo     | Movistar                  | Enzo Moyano             | San Luis Somos Todos     |
| Heiner Parra      | 472-Colombia              | Yelko Gómez             | Team Navarra             |
| Luis Mas          | Burgos BH-Castilla y León | Danail Petrow           | Unbekannt                |
| Fernando Grijalba | Neoprofi                  |                         |                          |
| Antonio Molin     | Neoprofi                  |                         |                          |

## Mannschaft
| Name                       | Geburtstag          | Nationalität |              |
| -------------------------- | ------------------- | ------------ | ------------ |
| Francisco Javier Aramendia | 5. Dezember 1986    | Spanien      |              |
| David Arroyo               | 7. Januar 1980      | Spanien      |              |
| Pello Bilbao               | 25. Februar 1990    | Spanien      |              |
| Karol Domagalski           | 8. September 1989   | Polen        |              |
| Ramón Domene               | 2. Januar 1990      | Spanien      |              |
| Rubén Fernández            | 1. März 1991        | Spanien      |              |
| Fabricio Ferrari           | 3. Juni 1985        | Uruguay      |              |
| Omar Fraile                | 17. Juli 1990       | Spanien      |              |
| Marcos García              | 4. Dezember 1986    | Spanien      |              |
| Fernando Grijalba          | 14. Januar 1991     | Spanien      |              |
| Francesco Lasca            | 29. März 1988       | Italien      |              |
| Ángel Madrazo              | 30. Juli 1988       | Spanien      |              |
| Luis Mas                   | 15. Oktober 1989    | Spanien      |              |
| Antonio Molin              | 4. Januar 1991      | Spanien      |              |
| Heiner Parra               | 9. Oktober 1991     | Kolumbien    |              |
| Antonio Piedra             | 10. Oktober 1985    | Spanien      |              |
| Luis León Sánchez          | 24. November 1983   | Spanien      |              |
| Amets Txurruka             | 10. November 1982   | Spanien      |              |
| Iván Velasco               | 7. Februar 1980     | Spanien      |              |
| Davide Viganò              | 12. Juni 1984       | Italien      |              |
| Stagiaires                 | Stagiaires          | Nationalität | Nationalität |
| Miguel Ángel Benito        | Miguel Ángel Benito | Spanien      |              |
| Jesús Alberto Rubio        | Jesús Alberto Rubio | Spanien      |              |
| Arnau Solé                 | Arnau Solé          | Spanien      |              |